# Pfannkuchensuppe

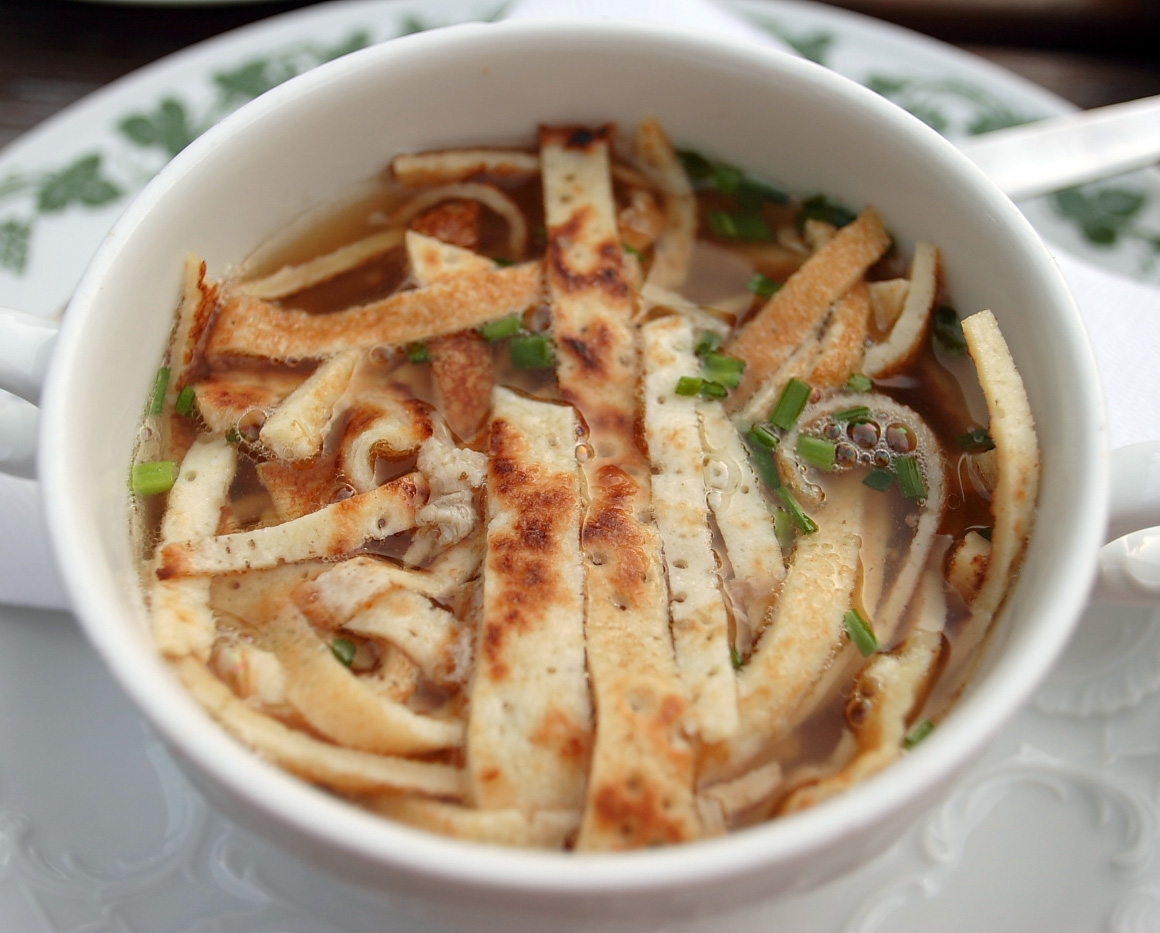
Frittatensuppe.

La Pfannkuchensuppe es una sopa que se puede probar en las cocina suaba y de Baden conocida en estas regiones de Alemania como Flädlesuppe, existen variantes muy similares en la cocina suiza conocida como: Flädlisuppe y se encuentra muy fácilmente en la cocina austriaca como Frittatensuppe. En todos los casos se considera una especie de caldo de carne (sopa: en alemán: Suppe) con un ingrediente tradicional que es unas tiras alargadas de Pfannkuchen. En Austria este plato (que se denomina: Frittatensuppe) se puede decir que es un plato nacional.

## Preparación y servir
Los ingredientes básicos para su preparación son harina, leche, huevo, sal y algo de nuez moscada y se le añade unas tiras cortadas de finos Pfannkuchen recién salidos del horno, todo junto se cuece en un caldo de carne. 

## Aparición en la literatura
Los amantes de la literatura podrán encontrar referencias de esta sopa en una obra del escritor Thomas Bernhard Der Theatermacher, en la novela el protagonista habla de la Frittatensuppe como una "Existenzsuppe" (sopa existencial).

## Francia
En Francia existe un plato similar conocido como Consommé Célestine. Se sirve con una tiras alargadas de crepes como en la versión austriaca pero existen otras versiones en las cuales se rellenan los crepes antes de cortarlos en tiritas. El relleno puede ser de carne y hierbas o hierbas y requesón.